# Gouvernorat de Suez
Pour les articles homonymes, voir Suez.

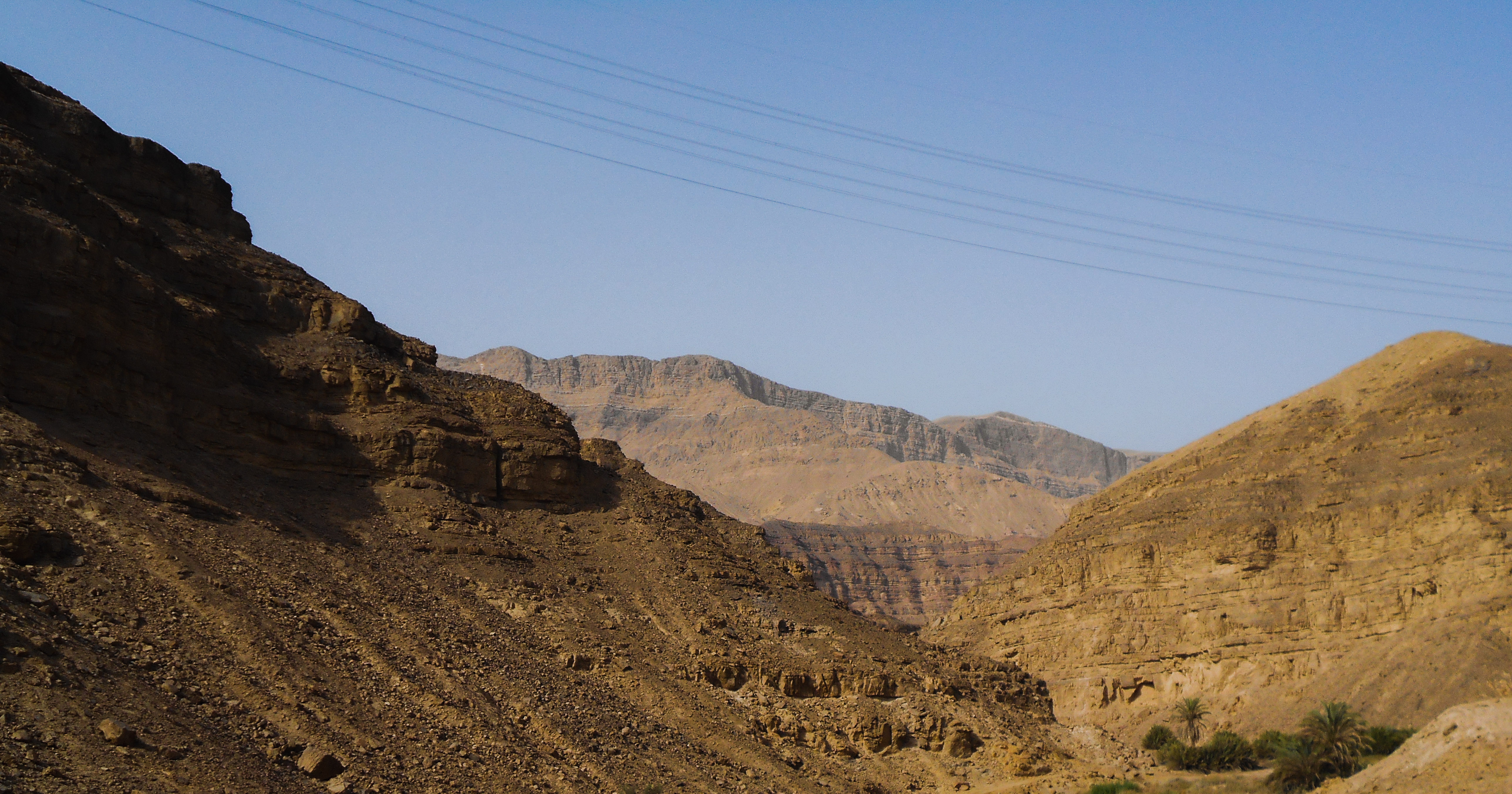
Route de montagne en direction de la mer Rouge.

Le gouvernorat de Suez (arabe : محافظة السويس) est un gouvernorat de l'Égypte. Il se situe dans l'est du pays. Sa capitale est Suez.